# Liste des cités de l'Alberta

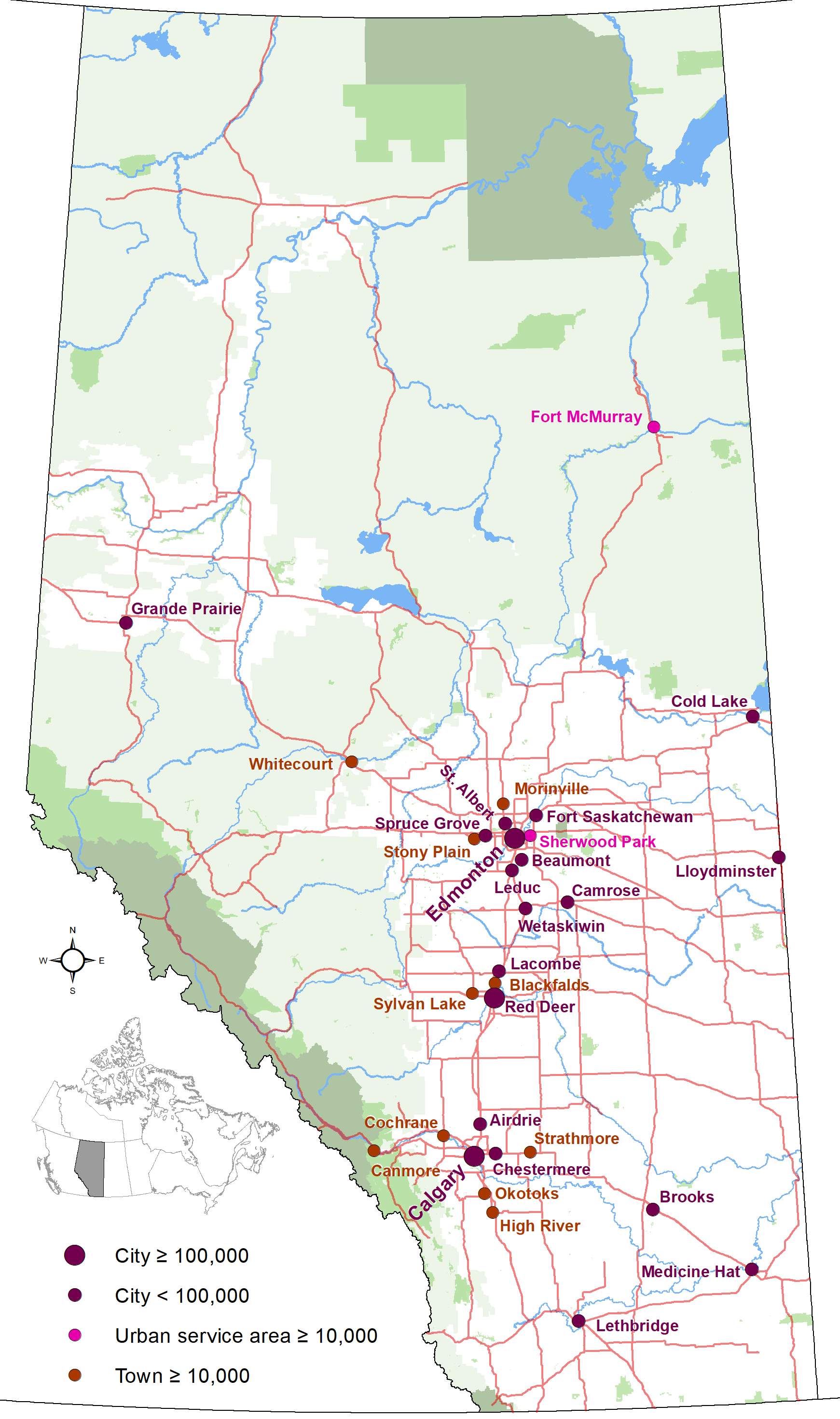
Distribution des 18 cités (cities) de l'Alberta, des deux secteurs de services urbains et des neuf villes (towns) qui rentrent dans les critères législatifs à l'obtention du statut de cité.

Cet article présente une liste des cités de l'Alberta. Elle recense toutes les municipalités de la province canadienne de l'Alberta ayant le statut juridique de cité (city en anglais). En date de juillet 2016, l'Alberta compte 18 cités. Celles-ci sont classées par ordre alphabétique dans un tableau triable comprenant leur nom, la région dans laquelle elles se situent, leur date d'incorporation en tant que cité, la taille de leur conseil municipal, leur population selon le recensement municipal le plus récent, le recensement du Canada de 2011 et le recensement du Canada de 2006, le changement démographique entre 2006 et 2011, leur superficie ainsi que leur densité de population.
Une communauté albertaine peut obtenir le statut de cité lorsqu'elle a une population d'au moins 10 000 habitants et que la majorité de ses bâtiments sont situés sur des parcelles de terre d'une superficie de moins de 1 850 m2 à la requête de son conseil municipal auprès des Affaires municipales Alberta sous l'autorité de la Municipal Government Act (la « Loi sur le gouvernement municipal »).
Cet article présente également une liste des anciennes cités de l'Alberta qui recense toutes les communautés albertaines qui ont déjà eu le statut de cité (city), mais qui ont maintenant un autre statut. Celles-ci sont classées par ordre alphabétique dans un tableau triable comprenant leur nom, leur date d'incorporation en tant que cité, leur statut précédent, leur date d'incorporation au statut suivant et leur statut suivant.

## Cadre juridique
L'autorité pour une communauté albertaine pour s'incorporer en cité (city dans le texte originel de la loi en anglais) provient de la Municipal Government Act (la « Loi sur le gouvernement municipal ») de l'Alberta. En effet, la section 82 de cette loi stipule qu'une zone peut se constituer en cité si elle possède une population d'au moins 10 000 habitants et que la majorité de ses constructions se trouve sur des parcelles de terrain d'une superficie inférieure à 1 850 m2,. La requête est effectuée par le conseil municipal et est approuvée par décret du lieutenant-gouverneur sous la recommandation du ministre des Affaires municipales.
Conformément à la partie 5, section 1, de la Municipal Government Act, chaque municipalité créée sous l'autorité de cette loi est régie par un conseil municipal. La loi exige que le conseil municipal soit composé d'un nombre impair de conseillers afin d'éviter l'égalité des voix sur les questions du conseil dont l'un est le maire de la cité officiellement élu au suffrage universel. Il se compose de sept conseillers par défaut, mais il peut en accueillir un nombre supérieur ou inférieur si le conseil adopte un règlement modifiant se taille tant qu'il ne comporte pas moins de trois conseillers,. Tous les conseillers municipaux sont élus au suffrage universel en vertu des dispositions de la Local Authorities Election Act (la « Loi sur l'élection des autorités locales »). Les candidats à la mairie ou au conseil doivent résider dans leur municipalité depuis au moins six mois consécutifs avant le jour de la candidature.
Les tâches administratives des cités comprennent la sécurité publique, les transports locaux, les routes, le service de l'eau, de la collecte et de l'évacuation des déchets, ainsi que la coordination de l'infrastructure avec les autorités provinciales et régionales y compris la construction de routes, l'éducation et la santé.

## Statistiques
D'après le recensement du Canada de 2011, la population cumulée des 18 cités de l'Alberta était de 2 474 510 habitants (n'incluant pas la population de Lloydminster située en Saskatchewan), soit une moyenne de 137 472 habitants par cité. La plus grande cité de la province au regard de la population est Calgary tandis que la plus petite est Lacombe avec des populations de 1 096 833 habitants et de 11 707 habitants respectivement.
La gouvernance des cités à travers la province est assurée par 150 élus, à savoir 18 maires et 132 conseillers.

## Liste des cités
Le tableau ci-dessous est une liste des municipalités urbaines de l'Alberta qui sont incorporées en tant que cité (cities) en date de juillet 2016.
| Nom               | Région                     | Date d'incorporation en tant que cité | Taille du conseil municipal | Population selon le recensement municipal (année) | Population selon le recensement du Canada de 2011 | Population selon le recensement du Canada de 2006 | Changement démographique (%) | Superficie (km2) | Densité de population (habitant par km2) |
| ----------------- | -------------------------- | ------------------------------------- | --------------------------- | ------------------------------------------------- | ------------------------------------------------- | ------------------------------------------------- | ---------------------------- | ---------------- | ---------------------------------------- |
| Airdrie           | Région de Calgary          | 1er janvier 1985                      | 7                           | 58 690 (2015)                                     | 42 564                                            | 28 927                                            | 47,1                         | 33,1             | 1 286                                    |
| Brooks            | Sud de l'Alberta           | 1er septembre 2005                    | 7                           | 14 185 (2015)                                     | 13 676                                            | 12 508                                            | 9,3                          | 18,19            | 751,9                                    |
| Calgary           | Région de Calgary          | 1er janvier 1894                      | 15                          | 1 230 915 (2015)                                  | 1 096 833                                         | 988 812                                           | 10,9                         | 825,29           | 1 329                                    |
| Camrose           | Centre de l'Alberta        | 1er janvier 1955                      | 9                           | 18 038 (2014)                                     | 17 286                                            | 15 630                                            | 10,6                         | 42,5             | 406,7                                    |
| Chestermere       | Région de Calgary          | 1er janvier 2015                      | 7                           | 18 496 (2015)                                     | 14 824                                            | 9 923                                             | 49,4                         | 32,64            | 454,1                                    |
| Cold Lake         | Centre de l'Alberta        | 1er octobre 2000                      | 7                           | 15 736 (2014)                                     | 13 839                                            | 11 991                                            | 15,4                         | 59,3             | 233,4                                    |
| Edmonton          | Région d'Edmonton Capitale | 8 octobre 1904                        | 13                          | 877 926 (2014)                                    | 812 201                                           | 730 372                                           | 11,2                         | 684,37           | 1 186,8                                  |
| Fort Saskatchewan | Région d'Edmonton Capitale | 1er juillet 1985                      | 7                           | 24 040 (2015)                                     | 19 051                                            | 14 957                                            | 27,4                         | 48,12            | 395,9                                    |
| Grande Prairie    | Nord de l'Alberta          | 1er janvier 1958                      | 9                           | 68 556 (2015)                                     | 55 032                                            | 47 107                                            | 16,8                         | 72,8             | 755,9                                    |
| Lacombe           | Centre de l'Alberta        | 5 septembre 2010                      | 7                           | 12 728 (2014)                                     | 11 707                                            | 10 752                                            | 8,9                          | 20,89            | 560,3                                    |
| Leduc             | Région d'Edmonton Capitale | 1er septembre 1983                    | 7                           | 29 304 (2015)                                     | 24 279                                            | 16 967                                            | 47,1                         | 39,67            | 656,7                                    |
| Lethbridge        | Sud de l'Alberta           | 9 mai 1906                            | 9                           | 94 804 (2015)                                     | 83 517                                            | 74 685                                            | 11,8                         | 122,36           | 682,6                                    |
| Lloydminster      | Centre de l'Alberta        | 1er janvier 1958                      | 7                           | 19 740 (2015)                                     | 18 032                                            | 15 910                                            | 13,3                         | 24,19            | 745,6                                    |
| Medicine Hat      | Sud de l'Alberta           | 9 mai 1906                            | 9                           | 63 018 (2015)                                     | 60 005                                            | 56 997                                            | 5,3                          | 112,01           | 535,7                                    |
| Red Deer          | Centre de l'Alberta        | 25 mars 1913                          | 9                           | 100 807 (2015)                                    | 90 564                                            | 83 154                                            | 8,9                          | 104,29           | 868,4                                    |
| Spruce Grove      | Région d'Edmonton Capitale | 1er mars 1986                         | 7                           | 32 036 (2015)                                     | 26 171                                            | 19 541                                            | 33,9                         | 32,37            | 808,6                                    |
| Saint-Albert      | Région d'Edmonton Capitale | 1er janvier 1977                      | 7                           | 63 225 (2014)                                     | 61 466                                            | 57 764                                            | 6,4                          | 48,27            | 1 273,4                                  |
| Wetaskiwin        | Centre de l'Alberta        | 9 mai 1906                            | 7                           | 12 621 (2014)                                     | 12 525                                            | 11 689                                            | 7,2                          | 18,2             | 688,2                                    |
| Total             |                            |                                       | 150                         |                                                   | 2 474 510                                         | 2 207 686                                         | 12,1                         | 2 335,86         | 1 059,4                                  |

## Liste des anciennes cités
L'Alberta a précédemment reconnu trois autres cités. Strathcona, incorporée en cité le 15 mars 1907, a par la suite fusionné avec Edmonton le 1er février 1912. Fort McMurray a été incorporé en cité le 1er septembre 1980, mais est ensuite revenue à la forme de secteur de services urbains à la suite de sa fusion avec le district d'amélioration no 143 le 1er avril 1995. Enfin, Drumheller a été incorporé en cité le 3 avril 1930 (bien avant l'exigence actuelle d'avoir une population de plus de 10 000 habitants), et redevient une ville le 1er janvier 1998, quand il fusionne avec le district municipal de Badlands No 7.
| Nom           | Date d'incorporation en tant que cité (city) | Statut précédent | Date d'incorporation au statut suivant | Statut suivant              |
| ------------- | -------------------------------------------- | ---------------- | -------------------------------------- | --------------------------- |
| Drumheller    | 3 avril 1930                                 | Ville            | 1er janvier 1998                       | Ville                       |
| Fort McMurray | 1er septembre 1980                           | Ville nouvelle   | 1er avril 1995                         | Secteur de services urbains |
| Strathcona    | 15 mars 1907                                 | Ville            | 1er février 1912                       | A fusionné avec Edmonton    |

## Communautés éligibles
Il y a actuellement dix villes, Beaumont, Canmore, Chestermere, Cochrane, High River, Okotoks, Stony Plain, Strathmore, Sylvan Lake et Whitecourt, qui sont éligibles au statut de cité avec une population supérieure à 10 000 habitants,. Parmi ceux-ci, Stony Plain enquête sur le bien-fondé du statut de cité. En 2009, la ville de Hinton a exprimé son intérêt à changer de statut dès lors que sa population dépassera les 10 000 habitants. Sa population en 2011 est de 9 640 habitants.
Deux secteurs de services urbains de l'Alberta, Fort McMurray et Sherwood Park, sont également éligibles au statut de cité. Fort McMurray (76 009 habitants) a précédemment été incorporé en cité jusqu'à ce qu'il fusionne avec le district d'amélioration no 143 le 1er avril 1995. Sherwood Park (64 733 habitants) est resté un hameau depuis l'arrivée de ses premiers habitants en 1955 et, en 1987, 89 % des résidents du comté de Strathcona a voté en faveur du maintien d'un gouvernement municipal unique pour Sherwood Park et de la partie rurale de la commune.

## Galerie

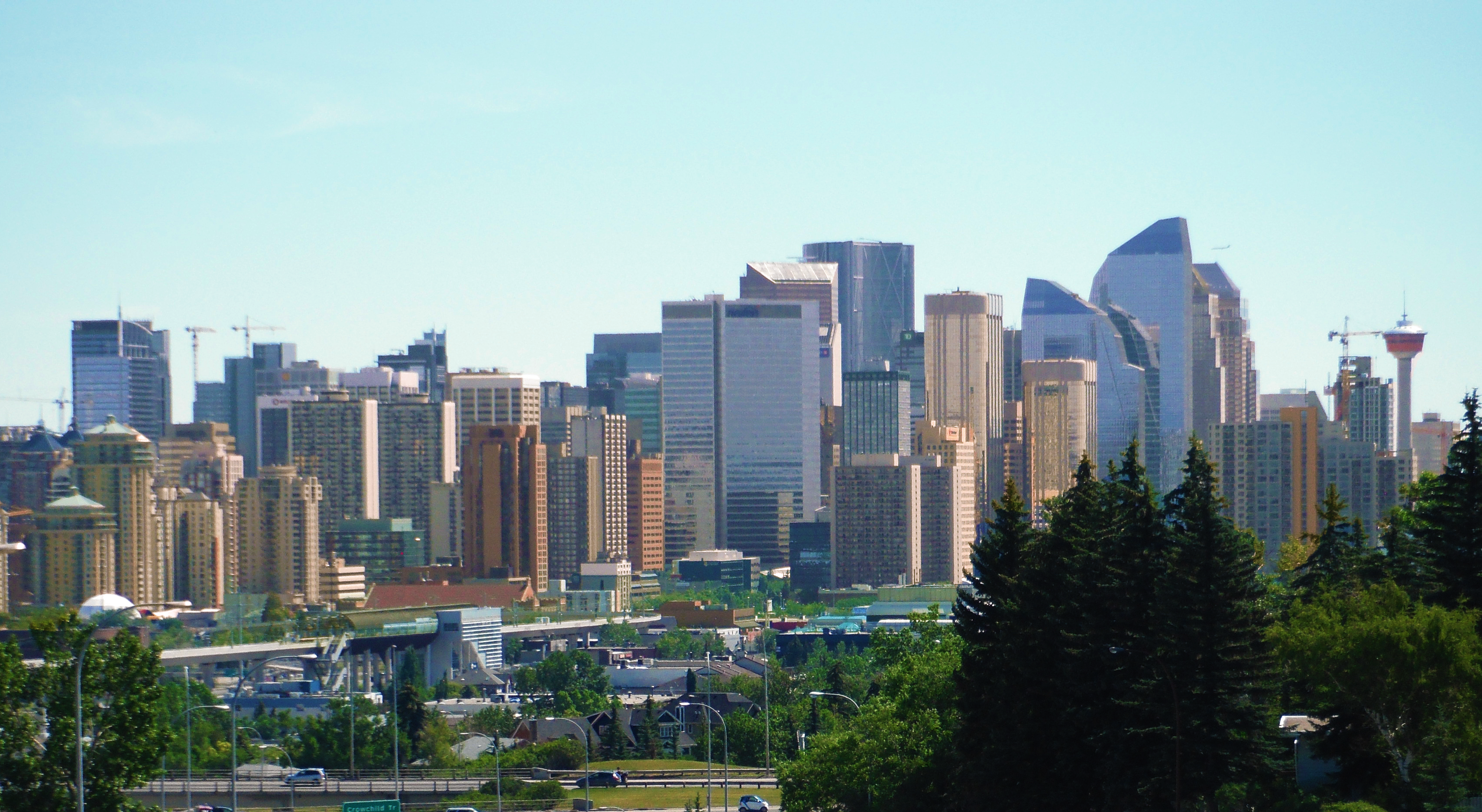
Calgary.
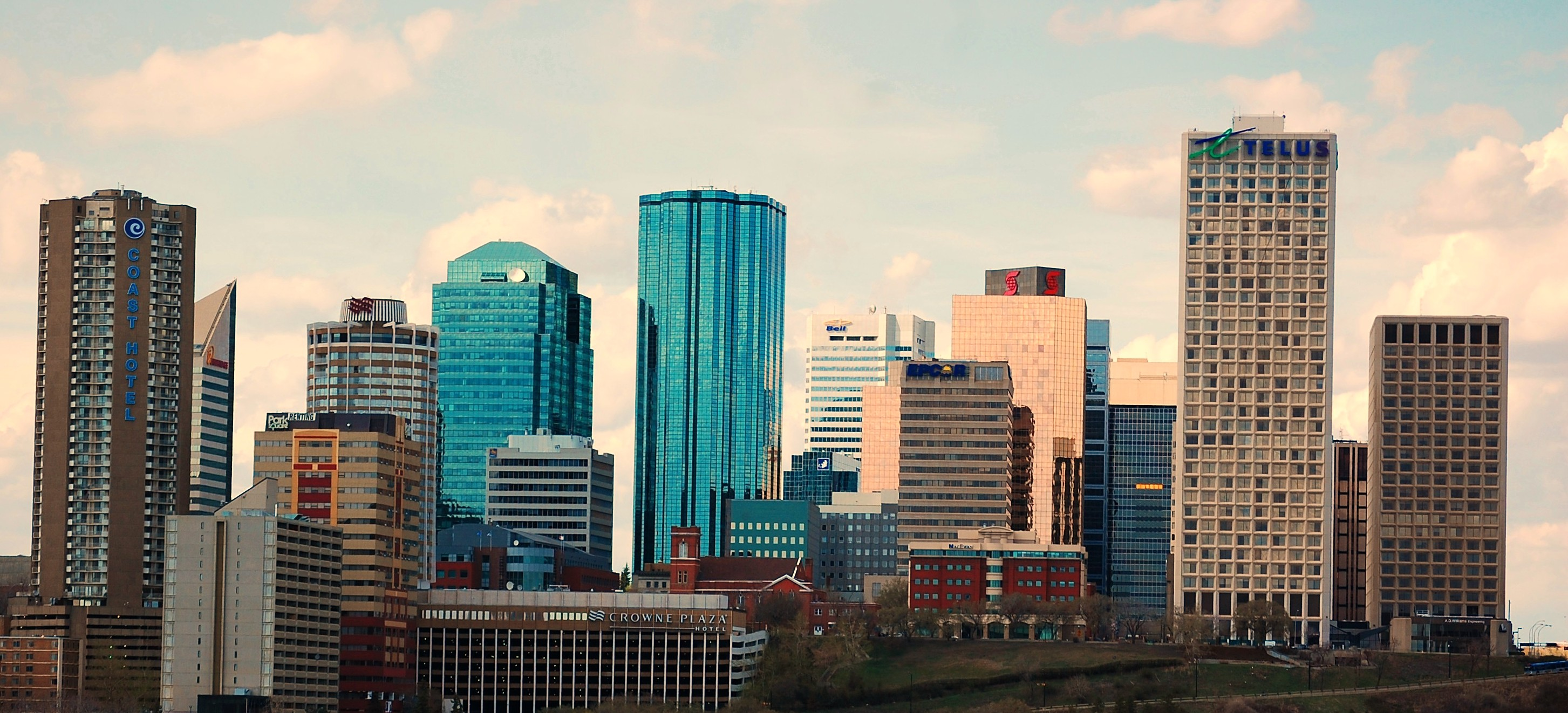
Edmonton.
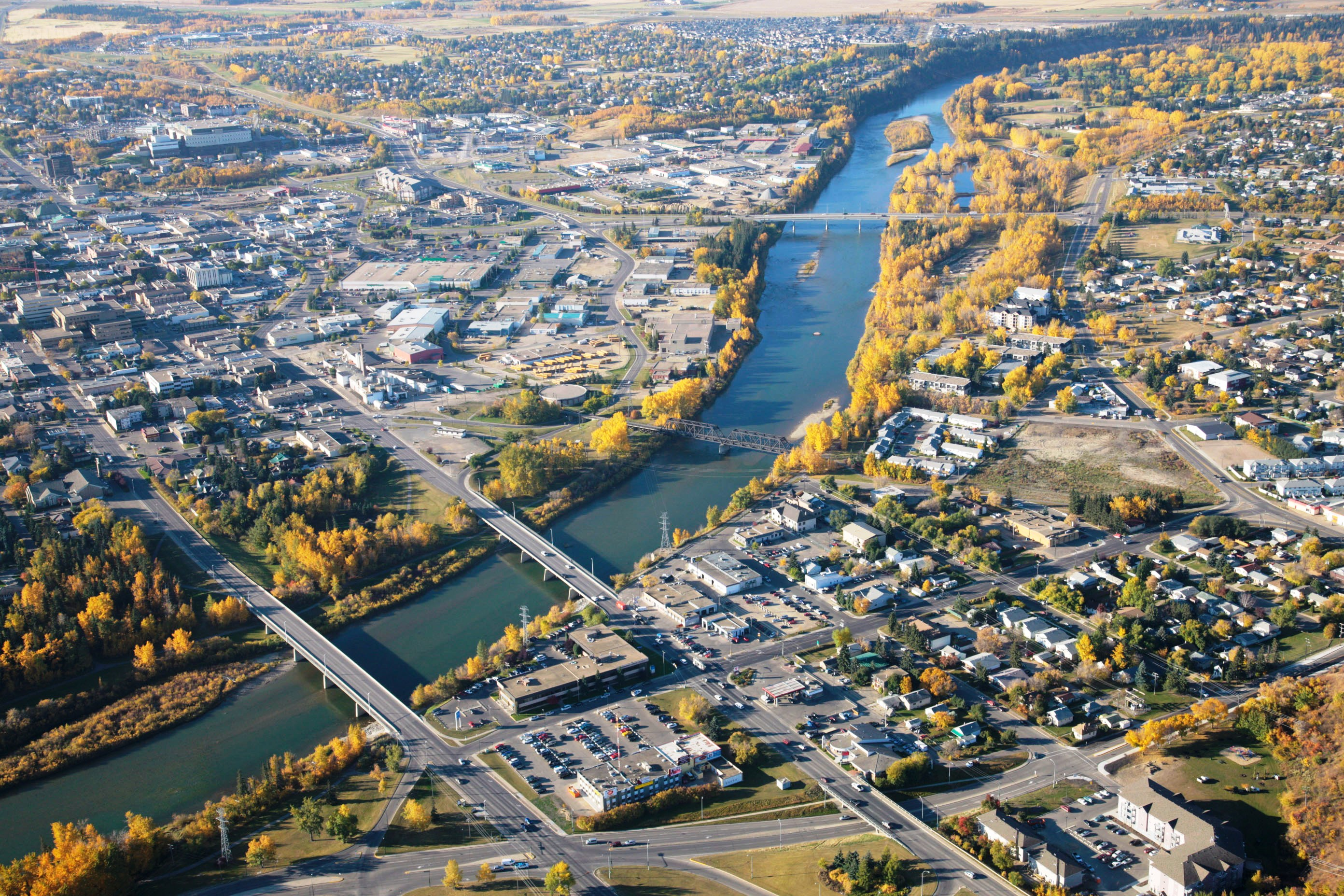
Red Deer.
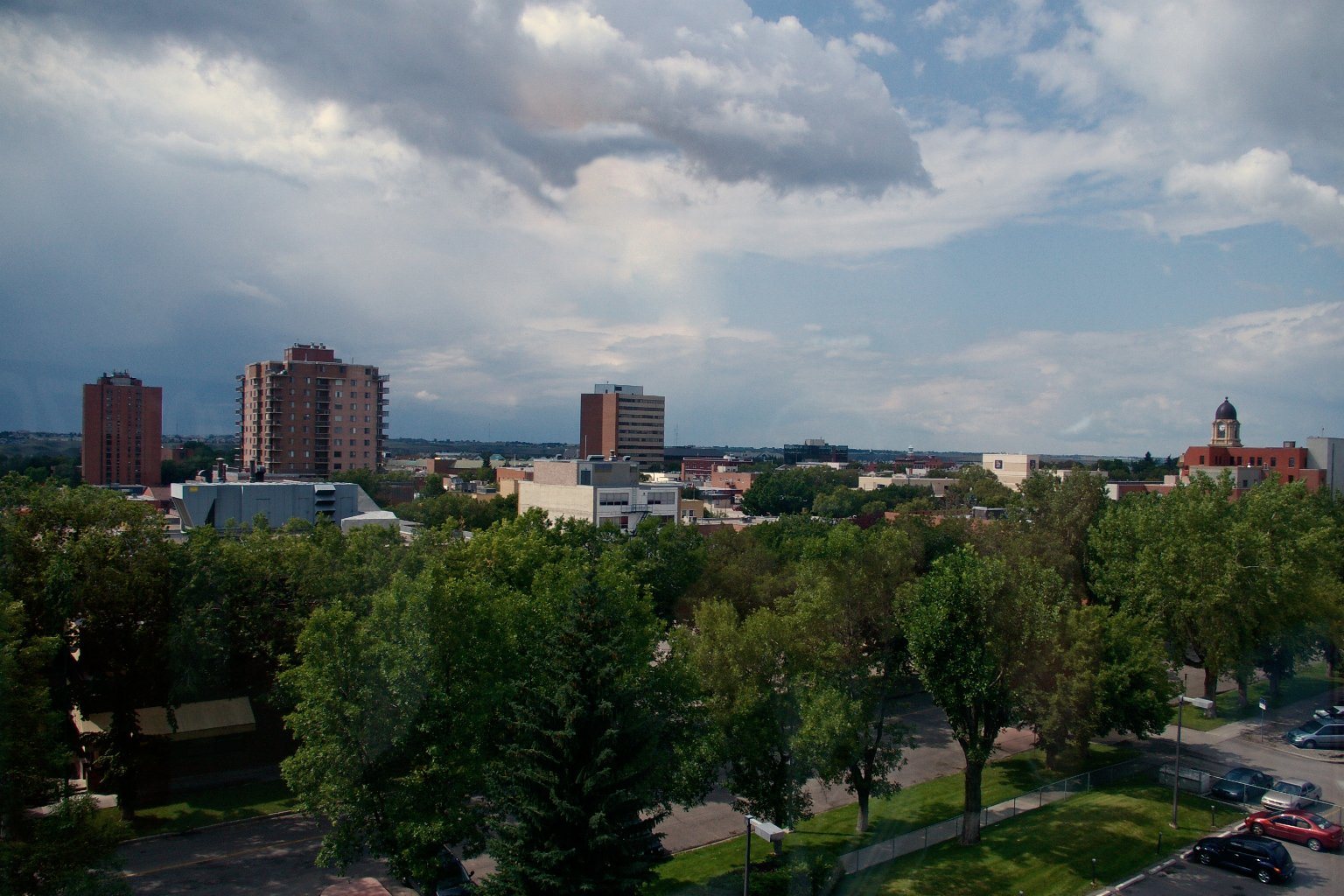
Lethbridge.
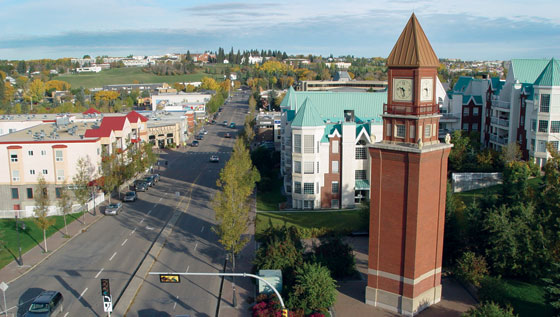
Saint-Albert.